# تپه قلعه (قلا) برگشاد
تپه قلعه (قلا) برگشاد در شهرستان بیجار، بخش مرکزی، روستای برگشاد واقع شده و این اثر در تاریخ ۲۴ فروردین ۱۳۸۲ با شمارهٔ ثبت ۸۰۶۲ به‌عنوان یکی از آثار ملی ایران به ثبت رسیده است.